# 西村知道
西村 知道（にしむら ともみち、1946年6月2日 - ）は、日本の男性声優。千葉県出身。アーツビジョン所属。

## 来歴
日本大学芸術学部映画学科卒業。ススキダ演技研究所、テレビタレントセンター出身。劇団櫂の創立メンバー、劇団衝撃弾の創立メンバーを経て、アーツビジョン創立の際に所属。『三人姉妹』で初舞台。

## 人物
温厚な役から悪役、ギャグからシリアスまで幅広く演じ分けている名バイプレーヤー。どこかずっとぼけた演技が印象的で「ホッホッホ」という余裕のある笑い声を持つ。
趣味は将棋、音楽鑑賞。特技は殺陣。
アーツビジョン付属の日本ナレーション演技研究所で講師を務めていたことがあり、その頃の教え子の1人に鳥海浩輔がいる。

## 出演
太字はメインキャラクター。

### 劇場アニメ
1982年
- FUTURE WAR 198X年

1983年
- クラッシャージョウ（係官）
- ザブングル グラフィティ（ゲラバ）

1984年
- ウルトラマンキッズ M7.8星のゆかいな仲間（ガマラ）
- うる星やつら2 ビューティフル・ドリーマー（校長）
- 超時空要塞マクロス 愛・おぼえていますか（司会者）

1986年
- アリオン（祭司）
- うる星やつら4 ラム・ザ・フォーエバー（校長）
- 天空の城ラピュタ

1987年
- Bugってハニー メガロム少女舞4622（ハニコム1）

1988年
- うる星やつら 完結篇（校長）

1989年
- 機動警察パトレイバー the Movie（松井刑事）
- 魔女の宅急便（時計塔の番人）
- 妖刀伝 劇場版（百地丹波）

1991年
- うる星やつら いつだってマイ・ダーリン（校長）

1992年
- 機動戦士ガンダム0083 ジオンの残光（ジャミトフ・ハイマン、副官）
- せんぼんまつばら 川と生きる少年たち（御普請御目付）
- 走れメロス

1993年
- 機動警察パトレイバー 2 the Movie（松井刑事）
- 幽☆遊☆白書（オニ）

1994年
- スラムダンク（安西監督）
- スラムダンク 全国制覇だ! 桜木花道（安西）
- 幽☆遊☆白書 冥界死闘篇 炎の絆（秘書のオニ）

1995年
- スラムダンク 湘北最大の危機! 燃えろ桜木花道（安西）
- スラムダンク 吠えろバスケットマン魂!! 花道と流川の熱き夏（安西）

2000年
- 映画おじゃる丸 約束の夏 おじゃるとせみら（マイク）
- デジモンアドベンチャー02 前編デジモンハリケーン上陸! 後編超絶進化!黄金のデジメンタル(チョコモン)(成熟期以降)

2001年
- 頭文字D Third Stage（立花祐一）
- サクラ大戦 活動写真（賢人機関幹部）

2002年
- WXIII 機動警察パトレイバー（松井刑事）

2004年
- 劇場版金色のガッシュベル!! 101番目の魔物（仙人木）
- フイチンさん（キュウイ）

2005年
- 機動戦士ΖガンダムII A New Translation（2005年 - 2006年、ジャミトフ・ハイマン）

2006年
- 劇場版 NARUTO -ナルト- 大興奮!みかづき島のアニマル騒動だってばよ（サーカス団・団長）
- 劇場版ポケットモンスター アドバンスジェネレーション ポケモンレンジャーと蒼海の王子 マナフィ（シップ）
- 鉄コン筋クリート（藤村）

2007年
- ヱヴァンゲリヲン新劇場版:序（軍人）
- 鉄人28号 白昼の残月（クロロホルム）

2009年
- ヱヴァンゲリヲン新劇場版:破（ゼーレ）
- 劇場版 マクロスF 虚空歌姫〜イツワリノウタヒメ〜（ハワード・グラス）
- 仏陀再誕－The REBIRTH of BUDDHA（霊界の裁判官）

2010年
- ルー=ガルー（事務局長）

2011年
- 劇場版 マクロスF 恋離飛翼〜サヨナラノツバサ〜（ハワード・グラス）

2014年
- Wake Up, Girls! 七人のアイドル（真夢の祖父）
- THE LAST -NARUTO THE MOVIE-（三代目土影・オオノキ）
- たまこラブストーリー（北白川福）

2015年
- 攻殻機動隊 新劇場版（雨形）

2016年
- ポケモン・ザ・ムービーXY&Z ボルケニオンと機巧のマギアナ（エリファス）

2018年
- 映画 妖怪ウォッチ FOREVER FRIENDS（シン71歳）

2021年
- Tokyo 7th シスターズ -僕らは青空になる-（八角コウゾウ）

2022年
- 鹿の王 ユナと約束の旅（ケノイ）
- すずめの戸締まり（シゲ）

### OVA
1985年
- ラブ・ポジション ハレー伝説（司令官）

1986年
- うる星やつら アイム THE 終ちゃん
- コスモス・ピンクショック（司令官）
- 戦え!超ロボット生命体トランスフォーマー スクランブルシティ発動編（シルバーボルト / スペリオン）
- 仏典物語（阿難）
- 炎トリッパー（野盗）

1987年
- 戦国奇譚妖刀伝II 鬼哭の章（百地丹波）
- ダーティペア（囚人）
- プロジェクトA子2 大徳寺財閥の陰謀（開発部長）
- レリックアーマーLEGACIAM

1988年
- 宇宙の戦士（フランケル大尉）
- エースをねらえ!2（ひろみの父親）
- かいけつゾロリ（ノシシ）
- 機動警察パトレイバー（松井刑事）
- 湘南爆走族（茂岡義重）
- 竜世紀（オッドアイ）

1989年
- 青き炎（海津龍一の父）
- がきデカ（こまわりの父 / 義一、ナレーション）
- 新・キャプテン翼（フランス監督）
- トップをねらえ!（副長）
- プロジェクトA子 完結篇（学園長）
- 真魔神英雄伝ワタル 魔神山編（剣部シバラク）
- MEGAZONE23 III（ネットポリス）

1990年
- 江口寿史のなんとかなるでショ!
- SDガンダム外伝I ラクロアの勇者（僧侶ガンタンク）
- SDガンダム外伝II 伝説の巨人（僧侶ガンタンク）
- SDガンダム外伝IV 光の騎士（僧侶ガンタンク、騎士ケンプファー）
- 校内写生
- THE八犬伝（馬加大記）
- ソル・ビアンカ（リンド）
- 独身アパートどくだみ荘III
- フリテンくん（部長）
- 力王 RIKI-OH VIOLENCE2 滅びの子（ロボ）
- ライトニングトラップ レイナ&ライカ（大川）

1991年
- うる星やつら 乙女ばしかの恐怖（校長）
- 江口寿史の寿五郎ショウ（会長、船長）
- 機動戦士ガンダム0083 STARDUST MEMORY（ジャミトフ・ハイマン、副官）
- 銀河英雄伝説（グラズノフ）
- スケバン刑事（海槌剛三）
- DETONATORオーガン
- 魔獣戦士ルナ・ヴァルガー（バラン）
- 闇の司法官ジャッジ（四文裕神）
- ロードス島戦記（参謀）

1992年
- ウルフガイ（ドランケ）
- ゴリラーマン（大野）
- 世界の光 親鸞聖人（熊谷蓮生房 / 熊谷次郎直実）
- 絶愛-1989-（渋谷プロの社長）
- 絶対無敵ライジンオー 陽昇城からくり夢日記（長官）
- 東京BABYLON（三村社長）
- 花平バズーカ（山田丸太）
- ハロー張りネズミ 〜殺意の領分〜（山岸刑事）

1993年
- ジェノサイバー 虚界の魔獣（中将）
- 絶対無敵ライジンオー みんなが地球防衛組（長官）
- ブラック・ジャック（ブルージャケット隊長）
- 魔神英雄伝ワタル 終わりなき時の物語（1993年 - 1994年、剣部シバラク）

1994年
- GATCHAMAN（事務総長）

1995年
- スライム冒険記（ジジイ）
- 聖羅ヴィクトリー（特捜班班長）
- 覇王大系リューナイト アデュー・レジェンドII（1995年 - 1996年、老騎士、破滅の文字盤）

1996年
- バイストン・ウェル物語 ガーゼィの翼（フィロクレース）
- 紺碧の艦隊（昔原侃時）

1997年
- サクラ大戦 桜華絢爛（野次馬クマ）

1998年
- 紺碧の艦隊（グルー）

1999年
- 旭日の艦隊（ハリエット・アイゼンハワー、クリスチャン・フォン・ベルナー）
- サクラ大戦 轟華絢爛（クマ、監督）

2000年
- ストリートファイターZERO - THE ANIMATION -（豪鬼）
- 仙術超攻殻ORION（フゼン道人）

2001年
- 頭文字D Extra Stage インパクトブルーの彼方に…（祐一）

2003年
- アクエリアンエイジSagaII〜Don't forget me…〜（関羽）
- 聖闘士星矢 冥王ハーデス十二宮編（仏陀）
- .hack//SIGN（リョース）

2004年
- 頭文字D to the Next Stage 〜プロジェクトDへ向けて〜（祐一）

2006年
- 永遠のアセリア 「求め」の声（永遠神剣「求め」）
- 機動戦士ガンダムSEED DESTINY スペシャルエディション（ロゴス）
- BALDR FORCE EXE RESOLUTION（権藤巌）

2008年
- 頭文字D Extra Stage 2 〜旅立ちのグリーン〜（祐一）
- 舞-乙HiME 0〜S.ifr〜（尾久崎玄内）

2009年
- DOGS/BULLETS&CARNAGE（ポルドゥネ）

2010年
- うる星やつら ザ・障害物水泳大会（友引高校校長）

2011年
- SUPERNATURAL: THE ANIMATION（ゲイル）

2012年
- この男子、人魚ひろいました。（川内源）
- 華ヤカ哉、我ガ一族 キネトグラフ（宮ノ杜玄一郎）

2016年
- 夏目友人帳 特別編 一夜盃（ヒヅチ）※テレビアニメ第5期Blu-ray/DVDに収録の新作エピソード。

2017年
- 宇宙戦艦ヤマト2202 愛の戦士たち（バルゼー）※ODS作品
- 鬼灯の冷徹（花咲爺）

2018年
- 幽☆遊☆白書（ナレーション、ジョルジュ早乙女）

2019年
- ACCA13区監察課 Regards（ヴィント）
- 銀河英雄伝説 Die Neue These 星乱（クラウス・フォン・リヒテンラーデ）

### Webアニメ
2000年代
- 幕末機関説 いろはにほへと（2006年、H・S・パークス）

2010年代
- 残念中高年の健康見栄講座（2016年、神様、得意先）
- ファントム オブ キル -Zeroからの反逆-（2016年、執政官）
- 焼肉店センゴク（2017年、遠藤まめ吉）
- B: The Beginning（2018年、リリィ父）

2020年代
- 魔神英雄伝ワタル 七魂の龍神丸（2020年、剣部シバラク）
- 印西あるある物語（2022年、ユウタのおじいちゃん）
- サイバーパンク エッジランナーズ（2022年、アルド）

### ゲーム
1991年
- ドラゴンスレイヤー英雄伝説（ボアード）※PCエンジン

1992年
- エメラルドドラゴン TOWNS版（バギン、ナレーション）

1993年
- ヴェインドリームII（銀竜アスタルト）
- 聖魔伝説3×3EYES（藤井教授）
- 電脳天使 Digital Angel（電脳神リガルード、貴也の父）※PC・PCエンジン版のみ
- 幽☆遊☆白書 闇勝負!!暗黒武術会（ナレーション）※PCエンジン

1994年
- アルナムの牙 獣族十二神徒伝説（ランチョ）
- キャプテン翼（チャーリー高橋）
- スターブレイカー（オレガノ）

1995年
- ストリートファイターZERO（ベガ、豪鬼）

1996年
- エクストラブライト（ウルフ）
- X-MEN VS. STREET FIGHTER（ベガ、豪鬼）
- クイズなないろDREAMS 虹色町の奇跡（樺田）
- 時空探偵DD 〜幻のローレライ〜（クルト・ラヴァル）
- スーパーパズルファイターIIX（ゴウキ）
- ストリートファイターEX（ベガ、豪鬼）
- ストリートファイターZERO2（ベガ、豪鬼）
- ストリートファイターZERO2 ALPHA（ベガ、豪鬼）

1997年
- アルナムの翼 焼塵の空の彼方へ（ランチョ）
- アルバレアの乙女（王様）
- 私立ジャスティス学園 LEGION OF HEROES（忌野雷蔵）
- スーパーロボット大戦F（ジャミトフ・ハイマン）
- ストリートファイターEX plus（ベガ、豪鬼）
- ストリートファイターEX plus α（ベガ、豪鬼）
- ストリートファイターIII 2nd IMPACT -GIANT ATTACK-（豪鬼）
- 続 初恋物語 〜修学旅行〜（早坂教授）
- 同級生2（カエルおやぢ）※セガサターン版
- ポケットファイター（豪鬼）
- マーヴル・スーパーヒーローズ VS. ストリートファイター（ベガ、豪鬼、メカ豪鬼）
- プリンセスメーカー ゆめみる妖精（酒場の主・アレン）

1998年
- AZITO2（サイボロンNo.56）
- OverBlood2（ナバロ・ジーン）
- 機動戦士ガンダム ギレンの野望（ジャミトフ・ハイマン）
- 個人教授（山代惣角）
- サンパギータ（組長）
- 新世代ロボット戦記ブレイブサーガ（アーマーガイスト）
- スーパーロボット大戦F 完結編（ジャミトフ・ハイマン、キワザ・ロワウ、副長）
- ストリートファイターEX2（ベガ）
- ストリートファイターZERO3（ベガ、豪鬼、ファイナルベガ）
- 超魔神英雄伝ワタル ANOTHER STEP（剣部シバラク）
- 初恋物語（電脳神リガルード）
- バックガイナー（グローベックス）
- ファイアーウーマン纏組（典医無縫）
- ファーランドサーガ（ブライアン）

1999年
- 私立ジャスティス学園 熱血青春日記2（忌野雷蔵）
- ストリートファイターEX2 PLUS（ベガ）
- ストリートファイターIII 3rd STRIKE -Fight for the Future-（豪鬼）
- リモートコントロールダンディ（魚山一平）

2000年
- アジト3（作戦のナレーション）
- CAPCOM VS. SNK MILLENNIUM FIGHT 2000（豪鬼）
- 機動戦士ガンダム ギレンの野望 ジオンの系譜（ジャミトフ・ハイマン）
- スーパーロボット大戦α（副長）
- ストリートファイターEX3（ベガ）
- ポポロクロイス物語II（パウロ国王、クスカ）
- MARVEL VS. CAPCOM 2 NEW AGE OF HEROES（ベガ、豪鬼）
- 燃えろ!ジャスティス学園（忌野雷蔵）

2001年
- EVE The Fatal Attraction（安藤左衛門）
- エアロダンシング i（司令官）
- CAPCOM VS. SNK MILLENNIUM FIGHT 2000 PRO（豪鬼）
- CAPCOM VS. SNK 2 MILLIONAIRE FIGHTING 2001（豪鬼、神豪鬼）
- スーパーロボット大戦α for Dreamcast（ジャミトフ・ハイマン）
- スーパーロボット大戦α外伝（ジャミトフ・ハイマン、ゲラバ・ゲラバ）
- ストリートファイターZERO3↑（ベガ、豪鬼）
- スーパーストリートファイターII Xリバイバル（豪鬼）
- 火焔聖母 〜The Virgin on Megiddo〜（柿沼蓮次）

2002年
- 機動戦士ガンダム ギレンの野望 ジオン独立戦争記（ジャミトフ・ハイマン、月都市代表）
- サーヴィランス 監視者（ロベール・ライアン）
- shinobi（拳）
- ダーククロニクル（シローザ）
- .hack シリーズ（リョース）
- ヒカルの碁 平安幻想異聞録

2003年
- アークス・ファタリス 日本語版 (ランシャイア)
- SNK VS. CAPCOM SVC CHAOS（豪鬼、真・豪鬼）
- クイズマジックアカデミー（ヴァル・ヴァ・ヴァルアドス）
- SUNRISE WORLD WAR Fromサンライズ英雄譚（渋谷長官、ジャミトフ、武田長官、カークス、ギワザ、フォイゾン、ゲラバ、シバラク）
- 新世紀エヴァンゲリオン 綾波育成計画 with アスカ補完計画
- 第2次スーパーロボット大戦α（超人将軍ユリシーザー）
- 鋼の錬金術師 翔べない天使（ネムダ准将）
- 魔界戦記ディスガイア（ゼニスキー、クリチェフスコイ、カーター）
- みんなのGOLF 4（スズキ、ショーン）

2004年
- CAPCOM FIGHTING Jam（神豪鬼）
- 十二国記 -赫々たる王道 紅緑の羽化-（遠甫）
- スーパーロボット大戦MX（螺旋城）
- スーパーロボット大戦GC / XO（2004年 - 2006年、キワザ・ロワウ、バロン・カークス、ボイダー将軍） - 2作品
- Halo 2（真実の預言者）

2005年
- スーパーロボット大戦MX ポータブル（螺旋城）
- 第3次スーパーロボット大戦α 終焉の銀河へ（副長、グルル将軍）
- 天外魔境III NAMIDA（牛坊主）
- NAMCO x CAPCOM（ベガ、豪鬼）
- パーフェクトダーク ゼロ（Dr.キャロル）
- 幽☆遊☆白書FOREVER（ナレーション、ジョルジュ早乙女）
- リアライズ -Panorama Luminary-（大隅孝夫）

2006年
- ヴァルキリープロファイル2 シルメリア（ウォルザ）
- ストリートファイターZERO3↑↑（ベガ、豪鬼）
- そしてこの宇宙にきらめく君の詩（ムグルタイ）
- .hack//G.U.（2006年 - 2007年、菅井太一郎） - 3作品
- みんなのテニス（スズキ）

2007年
- SDガンダム GGENERATION SPIRITS（ジャミトフ・ハイマン）
- CRYSIS（キョン）
- THE BATTLE OF 幽☆遊☆白書 〜死闘!暗黒武術会〜 120%（ナレーション、ジョルジュ早乙女）
- Halo 3（真実の預言者）
- Microsoft Flight Simulator X
- みんなのGOLF 5（スズキ）

2008年
- 機動戦士ガンダム ギレンの野望 アクシズの脅威（ジャミトフ・ハイマン）
- クイズマジックアカデミー5（ヴァル・ヴァ・ヴァルアドス）
- 白騎士物語（ラパッチ）
- 新世紀GPXサイバーフォーミュラ VS（ピタリア・ロペ）
- スーパーロボット大戦Z（ゲラバ・ゲラバ）
- RESISTANCE2（ヒョードル・マリコフ博士）

2009年
- 機動戦士ガンダム ギレンの野望 アクシズの脅威V（ジャミトフ・ハイマン）
- クイズマジックアカデミー6（ヴァル・ヴァ・ヴァルアドス）

2010年
- .hack//Link（リョース、タルタルガ）
- 華ヤカ哉、我ガ一族（宮ノ杜玄一郎）

2011年
- InFAMOUS 2（ジョセフ・バートランド3世）
- エースコンバット アサルト・ホライゾン（ピエール・ラポワント）
- 機動戦士ガンダム 新ギレンの野望（ジャミトフ・ハイマン）
- NARUTO -ナルト- 疾風伝 ナルティメットインパクト（土影・オオノキ）
- 華ヤカ哉、我ガ一族 キネマモザイク（宮ノ杜玄一郎）
- ファイナルファンタジーXIII-2（時の審判）

2012年
- NARUTO -ナルト- 疾風伝 ナルティメットストームジェネレーション（土影・オオノキ）
- ヒーローズファンタジア（ジェイキンソン）
- リアリティーファイター（ミヤギケイスケ）

2013年
- 恋花デイズ（校長先生）
- サモンナイト5（メドゥ）
- シェルノサージュ〜失われた星へ捧ぐ詩〜（アルメティカ）
- スーパーロボット大戦Operation Extend（ギワザ・ロワウ）
- ディスガイア D2（グロッソ）
- NARUTO -ナルト- 疾風伝 ナルティメットストーム3（土影・オオノキ）
- Far Cry 3（ドクター・アレク・アーンハルト）

2014年
- 朧村正（無明道人）※別売ダウンロードコンテンツ「七夜祟妖魔忍伝」に出演
- 爽海バッカニアーズ!（ヘンリー＝シモンズ）
- 第3次スーパーロボット大戦Z 時獄篇 / 天獄篇（2014年 - 2015年、リチャード・ヘンリー・マデューカス） - 2作品
- NARUTO -ナルト- 疾風伝 ナルティメットストームレボリューション（三代目土影・オオノキ）

2015年
- クイズマジックアカデミー 暁の鐘（ヴァル・ヴァ・ヴァルアドス校長）
- グランブルーファンタジー（羅生門博士）
- The Order:1886（アウグストゥス大法官）
- テイルズ オブ ゼスティリア（メーヴィン）
- 華ヤカ哉、我ガ一族 モダンノスタルジィ（宮ノ杜玄一郎）
- ポポロクロイス牧場物語（パウロ国王）

2016年
- アンチャーテッド 海賊王と最後の秘宝（ヘクター・アルカサル）
- ドラゴンボールフュージョンズ（カリン）
- NARUTO -ナルト- 疾風伝 ナルティメットストーム4（三代目土影・オオノキ）

2017年
- スーパーロボット大戦V（リチャード・ヘンリー・マデューカス）
- ザ・ロストチャイルド（ラジエル）

2018年
- 真紅の焔 真田忍法帳（戸沢白雲斎）
- スーパーロボット大戦X（剣部シバラク）
- フルメタル・パニック！ 戦うフー・デアーズ・ウィンズ（リチャード・ヘンリー・マデューカス）
- JUDGE EYES:死神の遺言（松金貢）

2019年
- スーパーロボット大戦X-Ω（リチャード・ヘンリー・マデューカス）

2020年
- 聖剣伝説3 TRIALS of MANA（光の司祭）
- キャプテン翼 RISE OF NEW CHAMPIONS（見上辰夫）
- Ghost of Tsushima（行善）
- ドラゴンクエストX オンライン（エイドス）

2021年
- ウマ娘 プリティーダービー（先代トレーナー）
- スーパーロボット大戦DD（剣部シバラク）
- スーパーロボット大戦30（キワザ・ロワウ）

2022年
- ドラゴンクエストX 目覚めし五つの種族 オフライン（エイドス）

2023年
- 機動戦士ガンダム U.C. ENGAGE（2023年 - 2024年、ジャミトフ・ハイマン）
- 超探偵事件簿 レインコード（マーグロー）

2025年
- SDガンダム GGENERATION ETERNAL（僧侶ガンタンク）
- みんなのGOLF WORLD（スズキ）

### ドラマCD
- 悪霊狩り〜ゴースト・ハント（松山秀晴）
- ヴァイスクロイツ Dramatic CollectionII ENDLESS RAIN（仁木）
- エンジェル・ハウリング（水晶檻屋）
- 大人の問題（原嶋裕治）
- ガイア・ギア（グレン・コールディル）
- 宮廷神官物語 〜選ばれし瞳の少年〜（辰砂神官）
- 集英社カセットコミックシリーズ 花の慶次 -雲のかなたに-（四井主馬）※カセット
- ストリートファイターEX ドラマCD（ベガ）
- ストリートファイターZERO3 ドラマアルバム（ベガ）
- スレイヤーズN>XT（ねくすとら）（クローブ）
- 世界でいちばん優しい音楽（稲垣厳）
- 天狗陰陽道 牛若退魔録之一 鋼鉄の魔人（賀茂在憲）
- 電脳天使 Digital Ange（電脳神リガルード、貴也の父）
- CDシアター ドラゴンクエストIV（エビルプリースト）
- GファンタジーコミックCDコレクション ファイアーエムブレム暗黒竜と光の剣 VOL.3 風の軌跡（マルスの父）
- 9S<ナインエス>（岸田群平）
- なないろDREAMS 虹色町の奇跡（魔王）
- ニューヨーク・ニューヨーク（ブライアン・バーグ）
- 覇王大系リューナイト CDシネマ3「ティア・ダナーンの闘い」第2章（キッド）
- BLIND GAME（神余大介、大塚）
- ぽっぷるメイル（長老）
- ボーダー・ラインII、III（室生義行）
- 魔神英雄伝ワタルシリーズ
  - 魔神英雄伝ワタル（剣部シバラク）※カセット
  - 魔神英雄伝ワタル2（剣部シバラク）※カセット
  - 魔神英雄伝ワタル2 メモリアルCD「星界山ロケハン物語」（剣部シバラク）
  - 魔神英雄伝ワタル3 CDシネマ（剣部シバラク）
  - 魔神英雄伝ワタル4 CDシネマ3、5（剣部シバラク）
  - 超魔神英雄伝ワタル ドラマアルバム1 - 4（剣部シバラク、シバやん、ナレーター、シバラクのママ、西村知道）
  - 魔神英雄伝ワタル 七魂の龍神丸「あっと驚く、幻龍丸!」（剣部シバラク）
  - 魔神英雄伝ワタル 七魂の龍神丸 オーディオドラマ「咲き誇れ、奇跡の龍樹!」（剣部シバラク）
- 鎧伝サムライトルーパー 月（豪我紗）
- 龍は微睡む（ラオシャオ）
- るろうに剣心 -明治剣客浪漫譚-（谷十三郎）
- レジェンド・オブ・クリスタニア（ブライアン）
- ワークディウォリアーズ 〜恋に落ちて（アーサー王）

### ラジオ
- 倉田ねじまき堂（BSQR489、オープニングナレーション、ゲスト）
- 超魔神英雄伝ワタル（1998年 - 文化放送、ラジオ大阪）（田中真弓とパーソナリティを務める）

### ラジオドラマ
- NHK-FM 青春アドベンチャー「仮想の騎士」（2003年）
- 声優刑事（太田黒忠夫）
- ナインエス（岸田群平）
- フルメタル・パニック! 踊るベリー・メリー・クリスマス（リチャード・マデューカス）
- 魔神英雄伝ワタル3（1991年 - 1992年、剣部シバラク）
- 魔神英雄伝ワタル4（1993年 - 1994年、剣部シバラク）

### 吹き替え

#### 担当俳優
カートウッド・スミス
- クイック・チェンジ（ロンビーノ）
- 評決のとき（スタンプ・シソン）※ソフト版
- ボディ・オブ・プルーフ3 死体の証言 #13（アール・ブラウン）

ポール・ギルフォイル
- 愛という名の疑惑（マイク・オブライエン）
- 交渉人（ネイサン・ローニック）※テレビ朝日版
- ゾンビ伝説（アンドリュー・キャシディ博士）

#### 映画
- アイアン・イーグル
- アイアンマン2（スターン議員〈ギャリー・シャンドリング〉）※テレビ朝日版
- アイアン・ウィル/白銀に燃えて（ピーター・スウェンソン）
- 愛と哀しみのボレロ ※フジテレビ版
- アイヒマン・ショー/歴史を映した男たち
- アウトバーン（ゲラン〈ベン・キングズレー〉）
- 青い相姦（ヘーフラー校長〈ステファン・ボーン〉）
- 青い挑発（警部）
- 明るい離婚計画（レイ・ハリス〈セドリック・ジ・エンターテイナー〉）
- アタック・ザ・マミー（メイソン教授〈ペイター・ボウム〉）
- 熱き愛に時は流れて（銃を持った男〈アーロン・ネヴィル〉）
- アドルフの画集
- アニー・ホール
- アパッチ砦・ブロンクス
- アマデウス
- アムステルダム無情
- アメリア 永遠の翼（ニュース映画のアナウンサー）
- アメリカン忍者（ジャクソン〈スティーヴ・ジェームズ〉）
- アメリカン・ビューティー（フランク・フィッツ大佐〈クリス・クーパー〉）※ソフト版
- あやしい奴ら!（サイモン・ブラウネル）
- アラン・スミシー・フィルム（サム・リゾー〈ハーヴェイ・ワインスタイン〉、ジョー・エスターハス）
- アリスの恋
- あるいは裏切りという名の犬（クリスト〈オリヴィエ・マルシャル〉）
- アルカトラズからの脱出（ドク〈ロバーツ・ブロッサム〉）※Netflix版
- アルマゲドン（心理学者〈ウド・キア〉、マロイ〈マット・マロイ〉）※フジテレビ版
- アンツィオ大作戦 ※NETテレビ版
- アンドロメダ…（マッケンジー議員）※ソフト版
- 生きてこそ（ハビエル・メトル〈サム・ベーレンズ〉）
- イグジステンズ（キリ・ビヌカー〈イアン・ホルム〉）
- 1984（ティロットソン）
- 今ひとたび（スタン）
- 依頼人（ラリー・トルーマン〈アンソニー・ヒールド〉）※テレビ朝日版
- イン&アウト（トム・ハリウェル〈ボブ・ニューハート〉）
- イングリッシュ・ペイシェント（アゴスティーノ〈ニーノ・カステルヌオーヴォ〉）※ソフト版
- インタビュー・ウィズ・ヴァンパイア（サンティアゴ〈スティーヴン・レイ〉、ピアノの先生〈ロジャー・ロイド＝パック〉）※フジテレビ版
- ウインズ（ピーター・モンゴメリー）
- ウェールズの山（石油店のウィリアムズ〈ロバート・ピュー〉）
- ウェルカム・トゥ・サラエボ（国際連合警護官、アーカイブ映像の政治家）
- ウォルター少年と、夏の休日（グラディ保安官）※ソフト版
- 美しき運命の傷痕（フレデリック・バッシュ〈ジャック・ペラン〉）
- 運命の瞬間/そしてエイズは蔓延した（ウィリー・ローゼンバーム〈チェッキー・カリョ〉、血液銀行役員〈クライド・クサツ〉）
- エージェント・コーディ ミッション in LONDON（ヴィクター・ディアス）
- エアポート'77/バミューダからの脱出（ジェラルド・ルーカス、救助隊員）※テレビ朝日版
- エイリアン・ネイション（ウィンター〈キーオン・ヤング〉）※ソフト版
- エグゼクティブ・デシジョン（747便副操縦士）※テレビ朝日版
- SF火星の謎/アストロノーツ（ウィルソン）
- エネミー・アクション（ベディド少佐〈エド・オロス〉）
- L.A.コンフィデンシャル（検死官）※フジテレビ版
- L.A.ストーリー/恋が降る街（モリス・フロスト）
- エルム街の悪夢4 ザ・ドリームマスター 最後の反撃
- エレクトリシティ（アル〈トム・ジョージソン〉）
- エンド・オブ・ザ・ワールド（ジャック・カニンガム提督）
- エンド・オブ・ホワイトハウス（エドワード・クレッグ陸軍参謀総長〈ロバート・フォスター〉）
  - エンド・オブ・キングダム（日本首相〈中島勉〉）
- エントランス（マクマナス神父）
- エンドレス・ラブ（アーサー・アクセルロッド〈リチャード・カイリー〉）※ソフト版
- オーシャンズ（海洋学者〈ジャック・ペラン〉）
- オーバー・ザ・トップ ※フジテレビ版
- 狼 男たちの挽歌・最終章（部長〈ウォン・ピンユー〉）※ソフト版
- オフサイド7（軍曹）
- 俺たちニュースキャスター（エド・ハーケン〈フレッド・ウィラード〉）
- オン・ザ・ラン/非情の罠（ルーの部下〈ユン・ワー〉）
- 海底二万哩（ファラガット艦長〈テッド・デ・コルシア〉）※DVD版
- カジュアリティーズ（ライリー中尉〈ヴィング・レイムス〉、マッキンタイア〈ウェンデル・ピアース〉）※ソフト版
- 片腕拳王（ドラゴン）2005（ホワン師匠〈カーター・ウォン〉）
- カラーズ 天使の消えた街（Tボーン〈デイモン・ウェイアンズ〉、ギャング2、クリップ1）
- カリブの嵐（ムーンビーム）※フジテレビ版
- ガンバス（ハミルトン）※VHS版
- ガンメン（イジー〈カディーム・ハーディソン〉）
- 危険な関係
- 危険な情事
- キバリーヒルズ・コップ（カーティス・ブロック）
- キャスパー マジカル・ウェンディ（ヴィンセント〈ヴィンセント・スキャヴェリ〉）
- ギャング・オブ・ニューヨーク（ハリー・ワトキンズ）※ソフト版
- 救命士（Mr.バーク、メアリーの父）
- 恐怖の魔力/メドゥーサ・タッチ（エドワード・パリッシュ〈ジェレミー・ブレット〉）
- 恐竜の島（シンクレア）
- 虚栄のかがり火（マーティン刑事、ロバート・コルサロ〈ジェラルド・リベラ〉）
- キラーフィッシュ
- キンキーブーツ（ハロルド・プライス〈ロバート・ピュー〉）
- キング・コング（ハリー）
- キングダム・オブ・ヘブン（サラディン〈ハッサン・マスード〉）
- グーニーズ（エルギン・パーキンス）※ソフト版
- クエスト（カオ〈アキ・アレオン〉）
- グッドラック・チャーリー/ザ・ムービー（おじいちゃん）
- グライド・イン・ブルー（ボブ・ゼムコ〈ピーター・セテラ〉）
- クライ・ベイビー（裁判長）
- クリフハンガー（リチャード・トラヴァース〈レックス・リン〉）※BSジャパン版
- グリマーマン（ミリーの父親、ロシアマフィア）※テレビ朝日版
- グレン・ミラー物語（ドン・ヘインズ）※テレビ東京版
- 黒いチューリップ（ブリニョール）※テレビ東京版
- クロコダイル・ダンディー（アーヴィング）※テレビ朝日版
- クロコダイル・ダンディー2（デニング、ラルフ）※テレビ朝日版
- 刑事ニコ/法の死角（ブランカ、クローダー副本部長、ゼーガンの側近）※ソフト版、（CIAのバーテンダー、オハラ巡査）※TBS版
- ケイティ（ウォルター・マリンソン〈グレゴリー・イッツェン〉、エド・プライス）
- ケイブ・イン（マック）
- ケイン号の叛乱（バーニー・ハーディン〈ジェリー・パリス〉）※フジテレビ版
- 激流（テリー〈ジョン・C・ライリー〉）※ソフト版
- GO!GO!ガジェット2（マッキブル）
- ゴーストバスターズ2（市役所員〈ベン・スタイン〉、ミルトン・アングランド〈ケヴィン・ダン〉）※ソフト版
- ゴーストハンターズ（レイン〈ピーター・クォン〉）
- ゴールデン・チャイルド ※テレビ朝日版
- コールド マウンテン（スタブロッド〈ブレンダン・グリーソン〉）※テレビ東京版
- 候補者ビル・マッケイ
- 荒野の襲撃!人質救出作戦（コリンズ）
- コクーン2/遥かなる地球（ウォルター〈ブライアン・デネヒー〉）※ソフト版
- 告発の行方 ※フジテレビ版
- 五福星（警部〈フィリップ・チャン〉）
- コマンドー（ディアズ、護送する警官）※テレビ朝日版
- コレリ大尉のマンドリン（バルグ大佐〈パトリック・マラハイド〉）
- 殺したい妻たちへ（ジョージ）
- コンクリート・ウォー（スパイダー〈ダニー・トレホ〉）
- コンタクト（テストディレクター）※ソフト版
- 13デイズ（ディーン・アチソン〈レン・キャリオー〉）※テレビ朝日版
- THE WAR/戦場の記憶（アル〈レイン・スミス〉）
- ザ・スカルズ/髑髏の誓い（エイムズ・レヴリット上院議員〈ウィリアム・ピーターセン〉）
- さすらいの航海（スタインマン）
- ザ・デイ・アフター
- サドン・デス ※ソフト版
- サバイバル・ガイド（パーマー〈ジョン・ポリト〉）
- サルバドル/遥かなる日々
- サンダーバード 劇場版（所長）※テレビ朝日版
- サンタクロース ※テレビ朝日版
- サンタリア 魔界怨霊
- 始皇帝暗殺（高漸離〈趙本山〉）
- 地獄の黙示録（カールソン少尉）※テレビ東京版
- 史上最大の作戦（エーリッヒ・マルクス砲兵大将）※テレビ東京版
- 十戒 ※フジテレビ版
- 死の氷壁（ボイド）
- ジャーヘッド（カジンスキー中佐〈クリス・クーパー〉）
- ジャック・メスリーヌ フランスで社会の敵No.1と呼ばれた男 Part1 ノワール編（タバエフ）
- シャドー（アイザック・ニューボルト〈ジョゼフ・メイハー〉、タルクの声）※VHS版
- シュリ ※ソフト版
- ジョーズ・アタック（トニー）
- ジョーズ3（シェルビー・オーヴァーマン）
- 少林寺マスター（シュウ〈キン・トー〉）
- 少林寺武者房（ラウ〈クワン・ホイサン〉）
- 処刑教室 地獄のターミネーター（校長）
- ジョシュア 悪を呼ぶ少年（チェスター・ジェンキンス〈マイケル・マッキーン〉）
- ジョン・カーター（ノア）
- 死霊のはらわたII（ジェイク〈ダン・ヒックス〉）
- 仁義なき抗争（ファン〈アレックス・マン〉）
- 人生の特等席（ヴィンス〈ロバート・パトリック〉）
- シンドバッド七回目の航海（シンドバッドの部下）
- シンドバッド 7つの冒険と海神ポセイドン（サイモン・マグナソン〈ボー・スヴェンソン〉）
- 新・桃太郎3/聖魔大戦（きのこ仙人）
- スーパーガール（ゾー＝エル〈サイモン・ウォード〉）
- スーパーヒーロームービー!! -最'笑'超人列伝-（アルバート〈レスリー・ニールセン〉）
- スーパーマンII/冒険篇（看守〈アンガス・マッキネス〉）※テレビ朝日旧録版
- スターシップ・トゥルーパーズ ※フジテレビ版
- スターダスト・メモリー（ジャック・エイヴル〈ジョン・ロスマン〉、サム）
- スタートレックV 新たなる未知へ（パベル・チェコフ〈ウォルター・ケーニッヒ〉）※機内上映版
- スタートレック ネメシス（政務長官〈アラン・デイル〉）
- ステラ（トニー・デ・バンザ）※ソフト版
- ストーン・コールド（ガット）
- スネーク・アイズ（ルー・ローガン〈ケヴィン・ダン〉）※テレビ朝日版
- スネーク・アイランド（ジェイク・マロイ）
- スパイゲーム（イワン・ブリニアック〈ウド・キア〉）
- スパイ・ゲーム（ディガー・ギブソン）※ソフト版
- スパイダー パニック!（ウェイド〈レオン・リッピー〉）※ソフト版
- スペシャリスト（警察本部長）※テレビ朝日版
- すべては愛のために
- スリーピー・ホロウ（サミュエル・フィリップス判事〈リチャード・グリフィス〉）※テレビ東京版
- セブン・イヤーズ・イン・チベット（クンゴ・ツァロン〈マコ岩松〉）※機内上映版
- ゼロ・エフェクト（グレゴリー・スターク〈ライアン・オニール〉）
- 戦場（コンクリン〈マリウス・ウェイヤーズ〉）※VHS版
- 早春
- 底抜けシンデレラ野郎（デル・ムーア）
- 卒業（フロント係〈バック・ヘンリー〉）※TBS版
- ダーティハリー2（リポーター、空港職員）※フジテレビ版
- ダーティハリー3（カール）
- ダーティハリー5（パトリック・スノウ、リポーター）
- 第27囚人戦車隊（ミューラー〈アンドレア・マリシク〉）
- ダイ・ハード（ソーンバーグ〈ウィリアム・アザートン〉）※機内上映版
- ダイ・ハード2（ロリンズ、シェルドン）※テレビ朝日版
- タイムリミット（シャイダー医師、ホワイト捜査官）※機内上映版
- ダ・ヴィンチ・コード（アンドレ・ヴェルネ〈ユルゲン・プロホノフ〉）※ソフト版
- タップス（フェリス）
- 007シリーズ
  - 007/ロシアより愛をこめて（車掌、チェス係員）※TBS新録版
  - 007/ゴールドフィンガー（フェリックス・ライター）※ソフト版
  - 007は二度死ぬ（NO.4〈マイケル・チャウ〉）※TBS版
  - 007/オクトパシー（ゴビンダ）※TBS版
  - 007/消されたライセンス（ジョー・ブッチャー博士〈ウェイン・ニュートン〉）※TBS版
  - 007/ゴールデンアイ（ウルモフ将軍〈ゴットフリード・ジョン〉）※ソフト版
  - 007/カジノ・ロワイヤル（ルネ・マティス〈ジャンカルロ・ジャンニーニ〉）※テレビ朝日版
  - 007/慰めの報酬（ルネ・マティス〈ジャンカルロ・ジャンニーニ〉[113]）※キングレコード版
- ダブルチーム（ロメロ）※テレビ朝日版
- 食べて、祈って、恋をして（リチャード〈リチャード・ジェンキンス〉）
- タワーリング・インフェルノ（ウェス）※日本テレビ版
- チェーン・リアクション（ルーカス・スクレブネスキー）※テレビ朝日版
- チェンバー/凍った絆（ローリー・ウェッジ〈レイモンド・J・バリー〉）
- チャイナタウン（カーン（ジェームズ・ホン）、ナイフの男〈ロマン・ポランスキー〉）
- チャイナ・フィナーレ/清朝 最後の宦官（ロウヘイの父〈ラム・チェンイン〉、日本領事館職員〈アンソニー・チェン〉）
- チャイルド・プレイ（ジャック・サントス刑事）
- チルファクター（ロング博士〈デヴィッド・ペイマー〉）
- D-TOX（ジョーンズ〈コートニー・B・ヴァンス〉、ブランドン）※ソフト版
- ティーン・エージェント（ララビー中佐）
- デイ・アフター・トゥモロー（ピアース将軍）※ソフト版
- ティファニーで朝食を ※日本テレビ版
- テスタメント
- デッドフォール（ロペス）※ソフト版
- デリンジャー（二枚目フロイド）※テレビ東京版
- デルタ・フォース（ボビー〈スティーヴ・ジェームズ〉）
- デルタフォース3（マイケル・ローランズ）※VHS版、（カダール）※テレビ東京版
- DENGEKI 電撃（ヘンリー・ウェイン〈トム・アーノルド〉）※ソフト版
- 天国の門（レヴェランドの医師〈ジョゼフ・コットン〉）
- 天使にラブ・ソングを…（エディー・サウザー警部〈ビル・ナン〉）※ソフト版、（ジョーイ）※日本テレビ版
- 天使の自立（ジム）
- デンジャラス・ビューティー2（コリンズ〈トリート・ウィリアムズ〉）※ソフト版
- トータル・フィアーズ（ジェソップ委員長〈ジョセフ・ソマー〉）※ソフト版
- ドーベルマン（ソニアの父）
- 闘魂先生 Mr.ネバーギブアップ（マーティー〈ヘンリー・ウィンクラー〉）
- ドクター・ドリトル（ブレイン〈ポール・ジアマッティ〉）※ソフト版
- トッツィー（レス・ニコルズ〈チャールズ・ダーニング〉）※ソフト版
- トップ・シークレット（デジャ・ヴー〈ジム・カーター〉、盲目のグッズ屋〈イアン・マクニース〉、クルーガー警部）
- 友へ チング ※テレビ朝日版
- ドラグネット 正義一直線※テレビ朝日版
- ドラゴン/ブルース・リー物語（ジョニー・サン〈ジョン・チャン〉）※テレビ朝日版
- トラブル・キッズ/マックス・キーブルの大逆襲（エリオット・ジンドレイク校長〈ラリー・ミラー〉）
- トランザム7000VS激突パトカー軍団（イタリア人医師〈ドム・デルイーズ〉）※ソフト版
- ドリーム・チーム（ジェフ・ワイツマン医師〈デニス・ボウトシカリス〉）
- トレマーズ ブラッドライン（デン・ブレイヴァーズ）
- 泥棒がいっぱい（ジョージ〈ネヘマイア・パーソフ〉）※テレビ東京版
- 永遠のワルツ/白い犬とワルツを（ポール）
- ナニー・マクフィーの魔法のステッキ（ウィーン氏〈デレク・ジャコビ〉）※ソフト版
- 南極物語
- ニクソン（エヴェレット・ハワード・ハント〈エド・ハリス〉）
- 逃げる天使（スティグ〈ディーン・ストックウェル〉）
- 二重告訴（フランク・ジェイムソン）
- ニンジャ・チアリーダー（Mr.ヒロシ〈ジョージ・タケイ〉）
- ネイビー・シールズ ※VHS版
- ネゴシエーター（サム・バフェット〈アート・エヴァンス〉）※テレビ朝日版
- ネバーエンディング・ストーリー3（ロックバイター）※ソフト版
- NOEL ノエル（アーティ〈アラン・アーキン〉）
- バーチャル・ウォーズ（テリ－・マッキーン〈ジェフリー・ルイス〉）
- 陪審員（デチーコ）※日本テレビ版
- 背信の日々（バスター）
- バガー・ヴァンスの伝説（グラントランド・ライス〈レイン・スミス〉）
- バグジー（ジョージ〈ジョー・マンテーニャ〉）
- バック・イン・ザ・USSR（スタンリー）※VHS版
- バックドラフト（ペンジェリー）※フジテレビ版
- パッセンジャー57（ドワイト・ヘンダーソン）※ソフト版
- バッドボーイズ2バッド ※ソフト版
- 波止場（トラック〈トニー・ガレント〉）※テレビ朝日版
- バトルガンM‐16（警部補）
- バトルランナー（エージェント、司会者）※テレビ朝日版
- ハムナプトラ3 呪われた皇帝の秘宝（ロジャー・ウィルソン教授〈デヴィッド・コールダー〉）※ソフト版
- パララックス・ビュー（オースティン・タッカー〈ウィリアム・ダニエルズ〉）
- 遥かなる子熊の森（ハル）
- パルプ・フィクション（ザ・ウルフ〈ハーヴェイ・カイテル〉）
- 判決前夜/ビフォア・アンド・アフター（パノス・デメリス〈アルフレッド・モリーナ〉）
- 晩秋 ※TV版
- ハンニバル（ヌーナンFBI副長官）※ソフト版
- ハンバーガー・ヒル（マイケル・ダフィー）
- ヒー・セッド、シー・セッド/彼の言い分、彼女の言い分（エリック、アダム）
- ビーン（ウォルター・ハントリー）※BD版
- 光の旅人 K-PAX（フレディ〈クラーク・ピータース〉、保安官〈ウィリアム・ラッキング〉）
- ピザボーイ 史上最凶のご注文（ドウェインの父〈フレッド・ウォード〉）
- ビジョン・クエスト/青春の賭け（テネラン先生〈ハロルド・シルヴェスター〉）
- ビッグ（課長〈ジェームズ・エックハウス〉）※ソフト版
- ビッグ・ガン（ドン・マリアーノ〈グイド・アルベルティ〉）※ニュージャパンフィルム版
- ビッグムービー（アフリム）
- ビッグ・リボウスキ（ダ・フィーノ〈ジョン・ポリト〉）※旧DVD・VHS版
- ピンク・パンサー2（シャーキ大佐）※ソフト版
- ピンク・パンサー5 クルーゾーは二度死ぬ（ジャック・クルーゾー警視〈ロジャー・ムーア〉、チャン〈エド・パーカー〉、カニー）
- ファイターズ・ブルース（マン・フーのコーチ）
- ファイナル・カウントダウン（ホッブス）※フジテレビ版
- ファミリービジネス（フィル）
- フィービー・ケイツの 私の彼は問題児（チャールズ〈ティム・マシスン〉）※VHS版
- フィーリング・ミネソタ（モーテルの主人〈マイケル・リスポリ〉）
- フィラデルフィア・エクスペリメント（レーダー係、ラジオアナウンサー）※フジテレビ版
- フェノミナン（ティト〈トニー・ジェナロ〉）
- フォード・フェアレーンの冒険（サム〈デヴィッド・パトリック・ケリー〉）
- 復活（ピラト総督〈ピーター・ファース〉）
- フライド・グリーン・トマト（グラディ・キルゴア〈ゲイリー・バサラバ〉）
- フラッシュバック（ハル〈マイケル・マッキーン〉）
- フラバァ・デラックス（スポーツキャスター〈ポール・リンド〉）
- プリフォンテーン（ジェームズ・バック、マイケル・オハラ）
- ブルーサンダー ※フジテレビ版
- ブルース・ブラザース（ボブ〈ジェフ・モリス〉、ロイド）※BD版
- ブレーキ・ダウン（ボイド保安官〈レックス・リン〉）※ソフト版
- プレシディオの男たち（ゴードン大尉）※ソフト版
- フレッチ登場!/5つの顔を持つ男（ハミルトン・ハム・ジョンソン〈ハル・ホルブルック〉）※DVD版
- フロム・ダスク・ティル・ドーン2（ビリー・レイ・バーンウェル署長〈ミューズ・ワトソン〉）
- ブロンドと柩の謎（ジョージ・トーマス）
- 冬の恋人たち
- ページマスター（ホラー〈フランク・ウェルカー〉）
- ベスト・フレンズ・ウェディング（司祭〈チェルシー・ロス〉）※ソフト版
- ペンタグラム/悪魔の烙印 ※テレビ朝日版
- ボーン・アイデンティティー（マーシャル）※ソフト版
- 暴走機関車 ※テレビ朝日版
- ぼくの美しい人だから（ニール・ホロウィッツ〈ジェイソン・アレクサンダー〉）
- 僕は、パリに恋をする（ベチョーシカ）
- ホステル（オランダ人のビジネスマン〈ヤン・ヴラサーク〉）
- ホット・ショット（メイルマン）※ソフト版
- ホット・ファズ -俺たちスーパーポリスメン!-（フランク・バターマン署長〈ジム・ブロードベント〉）
- ボディガード（授賞式司会者〈ロバート・ウール〉）※ソフト版
- ポリスアカデミー（駐車場の客）
- ポリス・ストーリー/香港国際警察（ジョニー〈チャーリー・チョウ〉[114]）※フジテレビ版
- ポルターガイスト（ノエル）※フジテレビ版
- 香港極楽コップス/俺たちに明日はある!?（ホー〈チョイ・ハー〉）
- マイ・ガール2（ダリル・タナカ〈キーオン・ヤング〉）※ソフト版
- マイク・ザ・ウィザード（ミッキー・ポランコ〈フィリップ・マイケル・トーマス〉）
- マイ・ブルー・ヘブン（ロッコ〈ディック・ボセリ〉）
- マイ・ラブ（弁護士〈アンドレ・ファルコン〉）
- マクベイン（ロベルト・サントス）※VHS版
- マスク2（オーディン〈ボブ・ホスキンス〉）※日本テレビ版
- マドンナのスーザンを探して
- 真夜中の処刑ゲーム（クラーク〈デニス・オコナー〉、ナレーション）
- ミクロキッズ（ドン・フォレスター）※ソフト版
- ミシシッピー・バーニング（レスター・コーエンズ〈プルイット・テイラー・ヴィンス〉）※ソフト版
- ミスター・アーサー（役員〈ポール・グリーソン〉）
- Mr.ウッドコック -史上最悪の体育教師-（ルーク〈カート・フラー〉）
- ミッション:インポッシブル（ニュースキャスター）※フジテレビ版、（ゾジモフ）※テレビ朝日版
- ミッション・トゥ・マーズ（コンピューターの声）
- ミュンヘン（ジム・マッケイ）
- 未来警察（ウィルソン〈マイケル・ポール・チャン〉）
- メジャーリーグ2（精神分析医）
- メジャーリーグ3（ロジャー・ドーン〈コービン・バーンセン〉）
- メン・イン・ブラック2（チビ宇宙人）※ソフト版
- モンスター（ホートン〈スコット・ウィルソン〉）
- 野獣女戦士アマゾネスクイーン（ダリアックの父）
- 山猫は眠らない2 狙撃手の掟（エクレス〈ダン・バトラー〉）※ソフト版
- ヤングガン2（カーライル〈ロバート・ネッパー〉）※VHS版
- U・ボート ※フジテレビ版
- ユン・ピョウ in ドラ息子カンフー（赤鼻〈ウー・マ〉）※VHS版
- 溶解人間（マット・ウィンタース〈ジョナサン・デミ〉、男声1）
- 48時間（アルグレン〈ジョナサン・バンクス〉）※日本テレビ新録版
- 48時間PART2/帰って来たふたり ※フジテレビ版
- ライフ・イズ・コメディ! ピーター・セラーズの愛し方（ハリー・シーカム〈スティーヴ・ペンバートン〉）
- 楽園をください（オートン・ブラウン〈トム・ウィルキンソン〉）
- ラスト・アクション・ヒーロー（ジェームズ・ベルーシ）※ソフト版
- ラストマン・スタンディング（ジョー・マンデー〈ウィリアム・サンダーソン〉）※テレビ朝日版
- ラストUボート（ワイス）
- ラッシー（ボブ・フィンチ）
- ラッシュアワー2（スティーブン・レイン〈アラン・キング〉）
- ラビリンス/魔王の迷宮（左下の門番）※フジテレビ版
- 乱気流/タービュランス（ブルックス〈ジェフリー・デマン〉）※ソフト版
- ランド・オブ・ザ・デッド（マリガン）
- 蘭の女（フラヴィオ）
- リード・マイ・リップス（マルシャン〈オリヴィエ・グルメ〉）
- 理想の彼氏（ハリー〈アート・ガーファンクル〉）
- リック（店主）
- リトル・ビッグ・フィールド（ウォリー・ホランド）
- リバイアサン（G・P・コッブ〈ヘクター・エリゾンド〉）※VHS版
- Re:プレイ（トルーマン医師）
- リベンジ・マッチ（ジョーイ〈バリー・プリマス〉）
- リリーのすべて（ラスムッセン）
- ルトガー・ハウアー 処刑脱獄（レオ・メヤリング）※VHS版
- 霊幻道士完結篇 最後の霊戦（ツル道長〈チャン・ファット〉）
- 霊幻道士6 史上最強のキョンシー登場!!（ロン〈ワン・チンホー〉）
- レイズ・ザ・タイタニック（ボハノン）※LD版
- レッド・オクトーバーを追え!（ボロディン〈サム・ニール〉）※ソフト版
- レッド・スコルピオン（メンデス）※ソフト版
- レナードの朝（薬学士〈ピーター・ストーメア〉）※日本テレビ版
- ローラーボール ※テレビ東京版
- ロケッティア ※テレビ朝日版
- ロサンゼルス大地震（大臣〈ブロック・ピーターズ〉）
- ロシア・ハウス（クイン〈J・T・ウォルシュ〉）
- ロジャー・ムーア/冒険野郎（カイラー）※TBS版
- ロビン・フッド（ハリー）
- ロボコップ（ジョー・コックス）※VHS版、（弁護士、クレランス一味、レポーター）※テレビ朝日版
- ロボコップ2（シェンク博士）※テレビ朝日版
- ロボコップ3（クーンツ〈スティーヴン・ルート〉）※テレビ東京版
- ロング・キス・グッドナイト ※フジテレビ版
- ワーキング・ガール（ラッツ〈オリヴァー・プラット〉）※ソフト版
- ワイルド・スピード（ハリー〈ヴィト・ルギニス〉）※ソフト版
- 罠にかかったパパとママ（ヘッキー、ステイムズ）
- 悪いことしましョ!（神父〈ブライアン・ドイル＝マーレイ〉）※ソフト版

#### ドラマ
- アガサ・クリスティー ミス・マープル パディントン発4時50分（デヴィッド・クインパー）
- 悪魔の異形 #5（ジョージ・エヴァンズ）、#12（ジェンキンス巡査）、#13（サンプソン）
- アルフ シーズン2 #6（エド・ビリングス〈ルイス・アークエット〉）
- アンダーカバー・ボス3 社長潜入調査（キース）
- ER緊急救命室
  - シーズンVI #6（ジョー・バーネロ〈トム・マッゴーワン〉）、#17（エディー・バーネロ〈ベン・ヘクト〉）
  - シーズンVIII #16（ジョン・テイラー〈スチュワート・スケルトン〉）
  - シーズンIX #10（妖精〈ネルス・レナーソン〉）
  - シーズンXII #12（フォスター〈ロバート・アラン・ビュース〉）
- 犬とオオカミの時間（チョン・ハクス〈キム・ガプス〉）
- インディ・ジョーンズ/若き日の大冒険
- ヴェロニカ's クローゼット（キャンベル〈ビリー・コノリー〉）
- 宇宙船レッド・ドワーフ号（クリエイター〈リチャード・オキャラハン〉）
- NCIS: ニューオーリンズ
  - シーズン1 #8（ヒューム将軍）
  - シーズン3（判事）
- NCIS 〜ネイビー犯罪捜査班 シーズン3 - 12（マイク・フランクス〈ミューズ・ワトソン〉）
  - シーズン2 #12（チェイニー警部補〈ジョン・ドーマン〉）
- F.B.EYE!! 相棒犬リーと女性捜査官スーの感動!事件簿 #6（サンフォード・バリス）
- オーシャンガール（ヘレグレン博士〈ニコラス・ベル〉）
- オールイン 運命の愛（ハン理事）
- 俺がハマーだ! シーズン1 #14（警官〈クリント・ハワード〉）
- キャッスル 〜ミステリー作家は事件がお好き シーズン2 #4（ジェリー・フィネガン〈ロバート・パイン〉）
- キャロライン in N.Y.（レモ〈トム・ラグルア〉）
- THE KILLING/キリング（エリクセン首相）
- 緊急出動!L.A.ファイターズ（バーニー・ラミレズ〈ミゲル・サンドバル〉）
- クリミナル・マインド FBI行動分析課
  - シーズン3 #10（ブレイディ刑事）
  - シーズン4 #10（マーク署長〈ジョー・レガルブート〉）
  - シーズン8 #10（アダム・レイン〈ブラッド・ドゥーリフ〉）
- クリミナル・マインド 国際捜査班 シーズン1 #12（コンソルマンゴ神父〈トニー・プラナ〉）
- 刑事ナッシュ・ブリッジス シーズン1 #6（マックス・セトラキアン）
- 刑事マルティン・ベック ストックホルム・マラソン（弁護士）
- ゴーティマー・ギボン -ふしぎな日常-（おじいさん）
- ザ・グリッド（デレク・ジェニングス〈バーナード・ヒル〉）
- ザ・パシフィック（アレクサンダー・ヴァンデグリフト少将）
- ザ・ハンガー シーズン1 #9（警官）
- ザ・プラクティス ボストン弁護士ファイル（エド・ミーンズ〈リチャード・メイサー〉）
- 三国志演義（太史慈子義〈李洪濤、陳之輝〉）※NHK-BS2版
- CSI:科学捜査班（アル・ロビンス〈ロバート・デヴィッド・ホール〉）
- シドニー・シェルダンの明日があるなら（ゼラー）※テレビ東京版
- シャーリー・ホームズの冒険（ハーウィー〈コリン・フォックス〉）
- JUSTIFIED 俺の正義（アート・ミューレン〈ニック・サーシー〉）
- 主任警部モース
- 小公女（ラム・ダス）
- 恕の人 -孔子伝-
- 私立探偵スペンサー（マーティン・クワーク〈リチャード・ジャッケル〉）
- 新アウターリミッツ（マキュルハニー〈アラン・ラキンス〉、船〈マルコム・マクダウェル〉、モアハウス）
- 新・刑事コロンボシリーズ
  - 殺意の斬れ味（ローガン刑事、ニュースキャスター）
  - 奪われた旋律（フィンドル）※WOWOW版
- 新スーパーマン（ハンク・ランドリー〈ジョン・スペンサー〉）
- 新スタートレック（フェリックス・リーチ〈ハーベイ・ジェイソン〉、エドゥアルド）
- 新・Dr.マーク・スローン（マーク・スローン〈ディック・ヴァン・ダイク〉）※CSスーパーチャンネル版
- スーパーナチュラル（保安官）
- SCORPION/スコーピオン シーズン3 #8（トビン叔父さん〈ジョン・アイルワード〉）
- スタートレック:ディープ・スペース・ナイン（ジョージ・プリミン〈ジェームズ・ラシュリー〉）
- スペース1999
- スペース・レンジャーズ（デッカー〈ウィングス・ハウザー〉）
- そりゃないぜ!? フレイジャー シーズン1 #22（サム・タナカ〈マコ岩松〉）
- ターザンの大冒険（スキム）※NHK-BS2版
- たどりつけばアラスカ（ダン・ラザー〈本人〉）
- 探偵レミントン・スティール シーズン4 #20（アレハンドロ・パスケル）
- CHASE/逃亡者を追え! #18（ウィリアム・フロスト〈ウィリアム・サドラー〉）
- 地上最強の美女たち!チャーリーズ・エンジェル
  - シーズン2 #21（ハンク）
  - シーズン3 #7（マーティン・フェイバー）
- 地上最強の美女バイオニック・ジェミー（ラジオアナウンサー）
- CHUCK/チャック シーズン3 #10（ケラー大佐〈ロバート・パトリック〉）
- TAKEN（ウェイクマン博士〈マット・フリューワー〉）
- TVキャスター マーフィー・ブラウン（バート・ウィルソン〈チャールズ・ストランスキー〉）
- 東京裁判（ダグラス・マッカーサー〈マイケル・アイアンサイド〉）
- 特捜刑事マイアミ・バイス
  - シーズン1 #1（裁判官）、#10（リチャード・ケイン〈テリー・オクィン〉）、#16（弁護士）
  - シーズン2 #15、#22（ハリソン）
  - シーズン3 #7（パコ）、#10（ロン〈デイビッド・マンデル〉）、#16（ボルダリーニ調査官〈ザック・グルニエ〉）
  - シーズン4 #1（ジャック・リヴァース）、#8（ラルフ・フィッシャー）、#11（ヘンリー、チャーリー・ルーカス）
- 特攻野郎Aチーム
  - シーズン2 #7（ゲイリー・クレンショー）
  - シーズン3 #6（マコーミック）
  - シーズン4 #12（パット・セイジャック、ハワード〈グレゴリー・イッツェン〉）
- トップモデル諜報員 カバー・アップ（ジョー・カルロス〈ジョー・サントス〉）
- ナルコス シーズン3 #3（トイル上院議員〈ルイス・ハーザム〉）
- NUMBERS 天才数学者の事件ファイル シーズン2 #12 #22 シーズン3 #15 シーズン4 #5（ゲイリー・ウォーカー警部補〈ウィル・パットン〉）
- ニキータ（ウォルター〈ドン・フランクス〉）※2代目
- NY市警緊急出動部隊 トゥルー・ブルー パイロット版（マーティ）
- ハイ・インシデント/警察ファイルJ（エド〈リチャード・シフ〉）
- HAWAII FIVE-0（マモ・カヒケ〈アル・ハリントン〉）
  - シーズン10 #14（スタンリー〈ローレンス・プレスマン〉）
- 犯罪捜査官ネイビーファイル シーズン10（マイルズ・ドノバン艦長）
- バンド・オブ・ブラザース
- V.I.P.（ジェリー・ゴールドリング〈レイモンド・オコナー〉）
- ヒルストリート・ブルース（ヘンリー・ゴールドブルーム警部補〈ジョー・スパーノ〉）
- FARGO/ファーゴ シーズン3（アーヴ弁護士〈ダリル・シャトルワース〉）
- フォーリング スカイズ シーズン2（ジム・ポーター大佐〈デイル・ダイ〉）
- ふたりは最高!ダーマ&グレッグ
  - シーズン2 #3（ラビ）
  - シーズン3 #9（マーシュ）
  - シーズン4 #22・24（ラッセルの父）
- THE BLACKLIST/ブラックリスト シーズン3 #13（アリステア・ピット〈トニー・シャルーブ〉）
- フラッシュポイント -特殊機動隊SRU-（パット・コスグローグ）
- フリークス学園（ハロルド〈ジョー・フラハティ〉）
- プリズン・ブレイク シーズン4（デビッド・ベイカー〈キース・ザラバッカ〉）
- FRINGE/フリンジ
  - シーズン1 #9（サムナー博士〈ウィリアム・サドラー〉）
  - シーズン2 #3（レイモンド・ゴードン大佐〈スティーヴン・マクハティ〉）
- ブルーブラッド シーズン2 #2（エルウッド警部〈ネスター・セラーノ〉）#13（デヴィッド・カミングス〈ジョン・フィン〉）
- フレンズ（ゼルナー）
- ホーンブロワー 海の勇者
- 冒険野郎マクガイバー シーズン2 #4（サム〈クライド・クサツ〉）、#19（バルベロ軍曹）
- 名探偵ポワロ ※NHK版
  - 24羽の黒つぐみ（警官）
  - 消えた廃坑（刑事）
  - 戦勝舞踏会事件（ラジオアナウンサー）
  - 愛国殺人（ベローズ巡査部長、ホテルマン）
  - グランド・メトロポリタンの宝石盗難事件（記者）
- ヤングライダーズ シーズン1 #1（ジョンソン〈ジム・ビーヴァー〉）
- ライ・トゥ・ミー 嘘は真実を語る シーズン2 #9（メイソン・ブロック〈リッキー・ジェイ〉）
- ラバーン&シャーリー シーズン1 #2（マイロ・ファーガソン）
- 冷血（ロイ・チャーチ〈ドン・S・デイヴィス〉）
- レバレッジ 〜詐欺師たちの流儀 シーズン1 #5（ロイ判事〈マイケル・オニール〉）

#### 海外人形劇
- ネビュラ75（アトラス博士）[115]

#### アニメ
- 悪魔城ドラキュラ -キャッスルヴァニア-（語り部の長老）
- アトム（お茶の水博士）
- アラジンの大冒険（商人）
- イウォーク物語（チュカ・トロック、ボンドー）※DVD版
- X-メン（テレビ東京版）（グリード）
- カーズ2（トッポリーノおじさん）
- クワック・パック（ゲイロード公爵）
- ザ・シンプソンズ（バーチ・バーロウ）
  - ザ・シンプソンズ MOVIE（ラス・カーギル局長）※劇場公開版
- シザー・セブン（ボス）
- スパイダーマンシリーズ
  - スパイダーマン（グリーン・ゴブリン〈当時の名称は赤鬼〉）※テレビ東京版
  - スパイダーマン（ナレーター / スタン・リー、J・ジョナ・ジェイムソン〈2代目〉、エンジェル）※ビデオ版
- タイニー・トゥーンズ（アーノルド・ザ・ピットブル）
- タンタンの冒険
- チップとデールの大作戦（アナウンサー）※新吹き替え版
- テイルスピン（ワイルドキャット）
- トランスフォーマーシリーズ
  - 戦え!超ロボット生命体トランスフォーマー（シルバーボルト / スペリオン[116]）
  - 戦え!超ロボット生命体トランスフォーマー2010（シルバーボルト / スペリオン、シナーツイン、ラナマック 他）
- バットマン
- バーバリアン・デイブ（オズウィッジ）
- ビアンカの大冒険
- ピーター・パン2 ネバーランドの秘密（軍人）
- フィニアスとファーブ（フランシス・モノグラム少佐）
  - フィニアスとファーブ/ザ・ムービー
- ポカホンタス（ロン）
- マイロ・マーフィーの法則（キャベンディッシュ、フランシス・モノグラム少佐）
- リセス 〜ぼくらの休み時間〜
- 烈火澆愁（王博士 / ワン）
- ロード・オブ・ザ・リング 指輪物語（ビルボ）

### 特撮
1981年
- ウルトラマン80（宇宙忍者バルタン星人〈六代目〉の声）

2008年
- 炎神戦隊ゴーオンジャー（炎神ジャン・ボエールの声）
- 炎神戦隊ゴーオンジャー BUNBUN!BANBAN!劇場BANG!!（炎神ジャン・ボエールの声）
- 炎神戦隊ゴーオンジャー BONBON!BONBON!ネットでBONG!!（炎神ジャン・ボエールの声）

2009年
- 炎神戦隊ゴーオンジャーVSゲキレンジャー（炎神ジャン・ボエールの声）

2010年
- 侍戦隊シンケンジャーVSゴーオンジャー 銀幕BANG!!（炎神ジャン・ボエールの声）

2013年
- 仮面ライダーウィザード（ビーストキマイラの声）
- 仮面ライダー×仮面ライダー 鎧武&ウィザード 天下分け目の戦国MOVIE大合戦（キマイラの声）

### テレビドラマ
- 大人は判ってくれない「素晴らしき日曜日」（ナレーター）
- 花神
- ゼロの焦点
- 伝七捕物帳（日本テレビ版）

### 映画
- 天と地と（ナレーター）

### プラネタリウム
- あすたむらんど徳島「星へ行く道」（父）
- あすたむらんど徳島「隕石・宇宙からの贈りもの」（父）
- 岩出山の天文暦学者 名取春仲物語 〜天を窺い、人を知る〜（藤広則）

### ナレーション
- 世界とんでも!?ヒストリー（テレビ朝日）
- ヒトラーの帝国（ディスカバリーチャンネル）
- VIDEO『アトーチャ号の財宝を探して』（ナショナル・ジオグラフィック）

### 舞台
- 魔神英雄伝ワタル3 メモリアル・ライブ 〜See You Again〜（1992年）
- 魔神英雄伝ワタル W復活祭 60分間世界一周!（1993年、シバラク）

### CM
- アルトロン 「レッド・オクトーバーを追え!」（CMのナレーション、1992年）
- バンダイナムコゲームス 「ゲゲゲの鬼太郎 妖怪大運動会」（CMのナレーション）
- コクヨ ファミーアルバム（CMのナレーション、1982年）
- タイトー 「ダライアス外伝」（CMのナレーション、1995年）
- トヨタ西東京カローラ（ラジオCMのナレーション、1982年）
- VisaCM（野口英世）
- 放送番組センターCM
  - 「省エネ」編（冷蔵庫の声）
  - 「声かけあって省エネルギー・くらしの中で考えよう！」編（電気製品回収業者の声）
  - 「声かけあって省エネルギー・整備で燃費に差がでます」編（指導員の声）
- 日立製作所 「日立電子コントロールカーペット」（CMのナレーション、1986年）
- ライオン ザクトライオン「歯も男を語る デート / 会議 / マージャン」（ラジオCMのナレーション、1975年）
- 公共広告機構（1984年度のCM「迷惑の輪」に劇団櫂のメンバーとして出演）
- 象印マホービン（CMのナレーション、出演・岩下志麻、2006年）
- バーミヤン (レストランチェーン)（CMのナレーション、2009年）
- JARO日本広告審査機構（まぎらワシの声、2017年 - ）

### ボイスオーバー
- エベレスト登頂：極限への挑戦（ディスカバリーチャンネル）
- クラシックカー・コレクション（ディスカバリーチャンネル） - ウェイン・カリーニの声
- 地球ドラマチック（NHK教育）
  - 「ツタンカーメンの財宝を追え」（2004年）
  - 「ブレインマン」（2005年）
  - 「魔法のくちびる 〜世界口笛大会〜」（2005年）
  - 「ツタンカーメンを殺したのは誰か」（2007年）
  - 「ツタンカーメンDNA大解析」（2012年）
  - 「蒸気機関車の“お引っ越し"!?」（2013年） - ジム・ミッチェル技師の声
  - 「ティワナク インカに先立つ謎の文明」（2013年）
  - 「神秘の天体 月〜神話から科学まで〜」（2015年）
- ダイアナ 〜プリンセス最期の日々〜（TBS） - モハメド・アルファイドの声
- ノアの大洪水（ナショナル・ジオグラフィック）
- BS世界のドキュメンタリー（NHK BS1）
  - ドキュメンタリードラマ「ニュルンベルク裁判」（2007年） - 歴史学者 ロバート・ジェラトリーの声 他
  - マルコムX暗殺の真相〜アメリカ社会に挑んだ男〜（2025年） - クレイボーン・カーソン
- ビリオンサン「星空3次元マップをつくれ」（2016年、五藤光学研究所）
- ロイヤル・スキャンダル 〜エリザベス女王の苦悩〜（2012年、NHK BSプレミアム） - ジョナサン・ディンブルビーの声
- モーガン・フリーマンが語る宇宙

### バラエティ
- 大胆MAP 顔を見てみたいアニメキャラクター30人全部見せちゃうよ! 春の撮れたて新作SP（SLAM DUNKの安西先生）

### パチンコ・パチスロ
パチンコ
- CRゲッターロボ（ゴール）
- CR魔神英雄伝ワタル（剣部シバラク）
- CRらんま1/2（早乙女玄馬）

### その他コンテンツ
- 新ルパン三世 紙芝居（ルパン三世）※付属ソノシート
- クレシェンド 序章 花祭りの夜 オーディオドラマ（ベッポ[117]）
- フレッシュプリキュア! ミュージカルショー〜うたって おどって しあわせゲットだよ!!〜（メビウス）
- 椿山課長の七日間 オーディオブック（椿山の父）
- 完全勝利ダイテイオー プロモーションディスク 完全勝利Ver.（武田防衛隊長官[118][74]、ナレーション）

### シリーズ一覧
1. ↑  『北斗の拳』（1984年 - 1986年）、『北斗の拳2』（1987年）
2. ↑  第1作（1998年）、『Second Stage』（1999年 - 2000年）、『Fourth Stage』（2004年 - 2006年）、『Final Stage』（2014年）
3. ↑  第1期『first season』（1999年）、第2期『second season』（2003年）
4. ↑  第1作（2002年）、第2作『フルメタル・パニック？ ふもっふ』（2003年）、第3作『The Second Raid』（2005年）、第4作『Invisible Victory』（2018年）
5. ↑  第2シリーズ『AXESS』（2004年）、第3シリーズ『Stream』（2004年 - 2005年）、第4シリーズ『BEAST』（2006年）
6. ↑  第2期『二籠』（2006年）、第4期『宵伽』（2017年）
7. ↑  第1期（2007年）、第3期『銀魂ﾟ』（2015年）
8. ↑  第1作（2007年）、第3作『ハヤテのごとく！ CAN'T TAKE MY EYES OFF YOU』（2012年）
9. ↑  第1期（2007年）、第2期『リターンズ』（2012年）
10. ↑  第1期（2008年）、第2期（2008年）
11. ↑  第1期（2009年）、第2期『Ver.2.0』（2010年）
12. ↑  第1期（2016年）、第2期『續』（2019年）
13. ↑  第1期（2017年）、第2期『2』（2023年）
14. ↑  シーズン1（2018年 - 2019年）、シーズン2『ジュニアユース編』（2023年 - 2024年）
15. ↑  第1期（2020年）、第2期『2』（2023年）
16. ↑  『Vol.1 再誕』『Vol.2 君想フ声』（2006年）、『Vol.3 歩くような速さで』（2007年）